# لیگ ملت‌های والیبال مردان ۲۰۲۱
لیگ ملت‌های والیبال مردان ۲۰۲۱ سومین دوره از لیگ ملت‌ها، تورنمنت سالیانهٔ والیبال مردان می‌باشد که از ۲۸ مه تا ۲۷ ژوئن ۲۰۲۱ در ریمینی، ایتالیا برگزار شد. نسخهٔ ۲۰۲۱ لیگ ملت‌ها ابتدا قرار شد به دلیل برگزاری المپیک تابستانی ۲۰۲۰ در ژوئیه، زودتر از نسخهٔ قبلی آغاز شود. دور مقدماتی قرار شد طی پنج هفته، بین ۲۸ مه و ۲۳ ژوئن ۲۰۲۱ برگزار شود. دور نهایی نیز قرار شد با شرکت چهار تیم برتر و طی ۲۶ تا ۲۷ ژوئن ۲۰۲۱ برگزار شود.
قرار بر این بود که دور نهایی در ایالات متحده آمریکا انجام شود، اما به دلیل درگیری با روز استقلال ایالات متحده لغو شد. سپس فدراسیون بین‌المللی والیبال اعلام کرد که تورین، ایتالیا میزبان جدید دور نهایی لیگ ملت‌ها ۲۰۲۰ است، اما در ۱۳ مارس ۲۰۲۰ اف‌آی‌وی‌بی تصمیم گرفت لیگ ملت‌ها را به بعد از المپیک تابستانی ۲۰۲۰ موکول کند، اما پس از تعویق المپیک ۲۰۲۰ به سال ۲۰۲۱، اف‌آی‌وی‌بی تصمیم به لغو لیگ ملت‌های ۲۰۲۰ به سبب دنیاگیری کووید-۱۹ گرفت، اما اعلام کرد که ایتالیا، میزبان دور نهایی لیگ ملت‌ها ۲۰۲۱ می‌باشد. سرانجام ایتالیا میزبانی تمامی رقابت‌های دور مقدماتی و نهایی لیگ ملت‌های ۲۰۲۱ را برعهده گرفت.

## راه‌یابی
شانزده تیم واجد شرایط برای رقابت در نسخهٔ ۲۰۱۹ بودند. دوازده تیم به عنوان تیم‌های اصلی بودند که تحت هیچ شرایطی سقوط نمی‌کردند. چهار تیم دیگر از تیم‌های چلنجر بودند که احتمال سقوط آن‌ها از تورنمنت وجود داشت. اسلوونی به عنوان برندهٔ جام چلنجر ۲۰۱۹ حق شرکت در این تورنمنت را به دست آورد و جایگزین پرتغال شد که پس از قرار گرفتن در ردهٔ آخر بین تیم‌های چلنجر نسخهٔ ۲۰۱۹ از لیگ ملت‌ها سقوط کرد.
| راه‌یابی      | راه‌یافته            |
| ------------ | ------------------- |
| تیم‌های اصلی  | آرژانتین            |
| تیم‌های اصلی  | برزیل               |
| تیم‌های اصلی  | هلند                |
| تیم‌های اصلی  | فرانسه              |
| تیم‌های اصلی  | آلمان               |
| تیم‌های اصلی  | ایران               |
| تیم‌های اصلی  | ایتالیا             |
| تیم‌های اصلی  | ژاپن                |
| تیم‌های اصلی  | لهستان              |
| تیم‌های اصلی  | روسیه               |
| تیم‌های اصلی  | صربستان             |
| تیم‌های اصلی  | ایالات متحده آمریکا |
| تیم‌های چلنجر | استرالیا            |
| تیم‌های چلنجر | بلغارستان           |
| تیم‌های چلنجر | کانادا              |
| تیم‌های چلنجر | اسلوونی             |

## قالب

### دور مقدماتی
۱۶ تیم رقیب به شکل دور-گردشی با هم بازی می‌کنند. تیم‌ها هر هفته سه مسابقه دارند و این رقابت پنج هفته به طول می‌انجامد، برای انجام ۱۲۰ مسابقه. چهار تیم برتر پس از دور مقدماتی، در دور نهایی به رقابت خواهند پرداخت.

### دور نهایی
چهار تیم راه‌یافته در دور حذفی بازی می‌کنند. برندگان نیمه‌نهایی‌ها برای کسب عنوان قهرمانی لیگ ملت‌ها به مصاف هم می‌روند. بازندگان نیز در رقابت برای کسب جایگاه سوم رو در روی یکدیگر قرار می‌گیرند.

## مکان‌ها
| تمام دورها      |
| --------------- |
| ریمینی، ایتالیا |
| فیِرا دِ ریمینی   |
| گنجایش: نامشخص  |
|                 |

## برنامه زمانی رقابت
| ● | دور مقدماتی | ● | دور نهایی |

| هفته ۱ ۲۸–۳۰ مه | هفته ۲ ۵-۳ ژوئن | هفته ۳ ۹–۱۱ ژوئن | هفته ۴ ۱۵–۱۷ ژوئن | هفته ۵ ۲۱–۲۳ ژوئن | هفته ۶ ۲۶–۲۷ ژوئن |
| --------------- | --------------- | ---------------- | ----------------- | ----------------- | ----------------- |
| ۲۴ مسابقه       | ۲۴ مسابقه       | ۲۴ مسابقه        | ۲۴ مسابقه         | ۲۴ مسابقه         | ۴ مسابقه          |

## فرایند رده‌بندی گروه
1. شمار کل بردها (مسابقات برده و مسابقات باخته)
2. در صورت برابری، اولویت تساوی‌شکنی به ترتیب زیر خواهد بود:
  - برد مسابقه ۳–۰ یا ۳–۱: ۳ امتیاز برای برندهٔ رقابت، ۰ امتیاز برای بازندهٔ رقابت
  - برد مسابقه ۳–۲: ۲ امتیاز برای برندهٔ رقابت، ۱ امتیاز برای بازندهٔ رقابت
  - برد مسابقه با جریمه: ۳ امتیاز برای برندهٔ رقابت، ۰ امتیاز برای بازندهٔ رقابت، نتیجهٔ نهایی ۳–۰ (۲۵–۰، ۲۵–۰، ۲۵–۰) برای برنده
3. اگر تیم‌ها پس از بررسی شمار پیروزی‌ها و امتیازات به دست آمده همچنان مساوی باشند، FIVB به صورت زیر نتایج را بررسی می‌کند تا تساوی را از بین ببرد:
  - ضریب ست: اگر دو یا چند تیم در شمار امتیازات با هم برابر باشند، آن‌ها با استفاده از ضریب حاصل شده از تقسیم شمار کل ست‌های برنده شده به کل ست‌های از دست رفته رده‌بندی می‌شوند.
  - ضریب امتیازات: اگر برابری براساس ضریب ست ادامه داشته باشد، در این صورت تیم‌ها با بهره‌گیری از ضریب حاصل از تقسیم کل امتیازات به دست آمده نسبت به کل امتیازات از دست رفته در طول تمام ست‌ها رده‌بندی می‌شوند.
  - اگر برابری براساس ضریب امتیاز ادامه داشته باشد، در این صورت تساوی براساس تیم برندهٔ دور نوبت‌گردشی بین تیم‌های مساوی از بین خواهد رفت. اگر برابری بین سه یا چند تیم باشد، این تیم‌ها با در نظر گرفتن رقابت‌های بین خودشان رده‌بندی می‌شوند و نتایج این تیم‌ها در برابر تیم‌های دیگر در نظر گرفته نمی‌شود.

## دسته‌ها
۱۶ تیم ملی شرکت کننده در این تورنمنت در مجموع ملزم به ثبت ۲۵ بازیکن بودند که فهرست ۱۴-بازیکن هر هفته باید از بین آن‌ها برگزیده شود. هر کشور باید فهرست ۱۴-نفرهٔ خود را دو روز پیش از آغاز رقابت دور-گردشی هفته‌ اعلام کند.

## دور مقدماتی
- تمام زمان‌ها براساس ساعت تابستانی اروپای مرکزی (یوتی‌سی ۲:۰۰+) می‌باشد.

|  | راه‌یافته برای دور نهایی |

### رده‌بندی
|      |                     | بازی | بازی | امتیاز | ست  | ست   | ست    | امتیاز | امتیاز | امتیاز |
| رتبه | تیم                 | برد  | باخت | امتیاز | برد | باخت | نسبت  | برد    | باخت   | نسبت   |
| ---- | ------------------- | ---- | ---- | ------ | --- | ---- | ----- | ------ | ------ | ------ |
| ۱    | برزیل               | ۱۳   | ۲    | ۳۸     | ۳۹  | ۱۲   | ۳٫۲۵۰ | ۱٬۲۶۰  | ۱٬۱۰۲  | ۱٫۱۴۳  |
| ۲    | لهستان              | ۱۲   | ۳    | ۳۷     | ۳۹  | ۱۱   | ۳٫۵۴۵ | ۱٬۲۰۰  | ۹۸۵    | ۱٫۲۱۸  |
| ۳    | اسلوونی             | ۱۲   | ۳    | ۳۴     | ۴۰  | ۱۸   | ۲٫۲۲۲ | ۱٬۳۴۲  | ۱٬۲۲۲  | ۱٫۰۹۸  |
| ۴    | فرانسه              | ۱۱   | ۴    | ۳۴     | ۴۱  | ۲۲   | ۱٫۸۶۴ | ۱٬۴۷۲  | ۱٬۳۸۲  | ۱٫۰۶۵  |
| ۵    | روسیه               | ۱۱   | ۴    | ۳۴     | ۳۹  | ۲۱   | ۱٫۸۵۷ | ۱٬۳۸۰  | ۱٬۲۹۳  | ۱٫۰۶۷  |
| ۶    | صربستان             | ۱۰   | ۵    | ۲۸     | ۳۵  | ۲۷   | ۱٫۲۹۶ | ۱٬۴۱۹  | ۱٬۳۴۱  | ۱٫۰۵۸  |
| ۷    | ایالات متحده آمریکا | ۸    | ۷    | ۲۴     | ۲۹  | ۲۴   | ۱٫۲۰۸ | ۱٬۲۳۹  | ۱٬۱۵۹  | ۱٫۰۶۹  |
| ۸    | کانادا              | ۷    | ۸    | ۲۱     | ۲۷  | ۲۶   | ۱٫۰۳۸ | ۱٬۱۹۸  | ۱٬۱۷۰  | ۱٫۰۲۴  |
| ۹    | آرژانتین            | ۷    | ۸    | ۲۰     | ۲۳  | ۲۹   | ۰٫۷۹۳ | ۱٬۱۸۸  | ۱٬۲۲۲  | ۰٫۹۷۲  |
| ۱۰   | ایتالیا             | ۷    | ۸    | ۱۹     | ۲۸  | ۳۳   | ۰٫۸۴۸ | ۱٬۳۳۵  | ۱٬۳۴۵  | ۰٫۹۹۳  |
| ۱۱   | ژاپن                | ۷    | ۸    | ۱۹     | ۲۵  | ۳۱   | ۰٫۸۰۶ | ۱٬۲۲۶  | ۱٬۲۶۶  | ۰٫۹۶۸  |
| ۱۲   | ایران               | ۵    | ۱۰   | ۱۸     | ۲۵  | ۳۲   | ۰٫۷۸۱ | ۱٬۲۸۶  | ۱٬۳۴۹  | ۰٫۹۵۳  |
| ۱۳   | آلمان               | ۴    | ۱۱   | ۱۴     | ۲۲  | ۳۸   | ۰٫۵۷۹ | ۱٬۲۵۵  | ۱٬۳۶۰  | ۰٫۹۲۳  |
| ۱۴   | هلند                | ۳    | ۱۲   | ۱۱     | ۱۹  | ۴۰   | ۰٫۴۷۵ | ۱٬۲۱۴  | ۱٬۳۵۴  | ۰٫۸۹۷  |
| ۱۵   | بلغارستان           | ۲    | ۱۳   | ۷      | ۱۱  | ۴۱   | ۰٫۲۶۸ | ۱٬۰۳۷  | ۱٬۲۳۸  | ۰٫۸۳۸  |
| ۱۶   | استرالیا            | ۱    | ۱۴   | ۲      | ۷   | ۴۴   | ۰٫۱۵۹ | ۹۸۰    | ۱٬۲۴۳  | ۰٫۷۸۸  |

### هفته ۱
| تاریخ | ساعت  |                     | امتیاز |           | ست ۱  | ست ۲  | ست ۳  | ست ۴  | ست ۵  | مجموع   | گزارش  |
| ----- | ----- | ------------------- | ------ | --------- | ----- | ----- | ----- | ----- | ----- | ------- | ------ |
| ۲۸ مه | ۱۰:۰۰ | فرانسه              | ۳–۰    | بلغارستان | ۲۷–۲۵ | ۲۵–۲۱ | ۲۵–۲۳ |       |       | ۷۷–۶۹   | Report |
| ۲۸ مه | ۱۲:۰۰ | آلمان               | ۳–۰    | استرالیا  | ۲۵–۱۹ | ۲۵–۱۸ | ۲۵–۱۶ |       |       | ۷۵–۵۳   | Report |
| ۲۸ مه | ۱۳:۰۰ | ژاپن                | ۳–۰    | ایران     | ۲۵–۱۹ | ۲۵–۲۲ | ۲۶–۲۴ |       |       | ۷۶–۶۵   | Report |
| ۲۸ مه | ۱۵:۰۰ | صربستان             | ۳–۱    | اسلوونی   | ۲۲–۲۵ | ۲۵–۱۸ | ۳۶–۳۴ | ۲۵–۱۸ |       | ۱۰۸–۹۵  | Report |
| ۲۸ مه | ۱۶:۰۰ | هلند                | ۱–۳    | روسیه     | ۱۹–۲۵ | ۲۲–۲۵ | ۲۵–۱۸ | ۲۰–۲۵ |       | ۸۶–۹۳   | Report |
| ۲۸ مه | ۱۸:۰۰ | ایالات متحده آمریکا | ۳–۰    | کانادا    | ۲۵–۱۷ | ۲۶–۲۴ | ۲۵–۲۰ |       |       | ۷۶–۶۱   | Report |
| ۲۸ مه | ۱۹:۳۰ | لهستان              | ۳–۰    | ایتالیا   | ۲۵–۱۹ | ۲۵–۲۰ | ۲۵–۱۸ |       |       | ۷۵–۵۷   | Report |
| ۲۸ مه | ۲۱:۰۰ | برزیل               | ۳–۰    | آرژانتین  | ۳۱–۲۹ | ۲۶–۲۴ | ۲۵–۱۶ |       |       | ۸۲–۶۹   | Report |
| ۲۹ مه | ۱۰:۰۰ | آلمان               | ۲–۳    | فرانسه    | ۲۵–۲۲ | ۲۲–۲۵ | ۲۵–۲۲ | ۱۶–۲۵ | ۱۵–۱۷ | ۱۰۳–۱۱۱ | Report |
| ۲۹ مه | ۱۲:۰۰ | ایران               | ۱–۳    | روسیه     | ۱۷–۲۵ | ۲۵–۲۰ | ۲۰–۲۵ | ۱۷–۲۵ |       | ۷۹–۹۵   | Report |
| ۲۹ مه | ۱۳:۰۰ | هلند                | ۲–۳    | ژاپن      | ۲۵–۲۲ | ۲۵–۲۳ | ۲۲–۲۵ | ۱۷–۲۵ | ۸–۱۵  | ۹۷–۱۱۰  | Report |
| ۲۹ مه | ۱۵:۰۰ | استرالیا            | ۰–۳    | بلغارستان | ۲۱–۲۵ | ۲۰–۲۵ | ۲۰–۲۵ |       |       | ۶۱–۷۵   | Report |
| ۲۹ مه | ۱۶:۰۰ | لهستان              | ۳–۱    | صربستان   | ۲۶–۲۴ | ۲۵–۱۹ | ۲۱–۲۵ | ۲۵–۱۵ |       | ۹۷–۸۳   | Report |
| ۲۹ مه | ۱۸:۰۰ | ایتالیا             | ۰–۳    | اسلوونی   | ۲۳–۲۵ | ۱۹–۲۵ | ۱۵–۲۵ |       |       | ۵۷–۷۵   | Report |
| ۲۹ مه | ۱۹:۳۰ | آرژانتین            | ۰–۳    | کانادا    | ۱۷–۲۵ | ۲۱–۲۵ | ۱۷–۲۵ |       |       | ۵۵–۷۵   | Report |
| ۲۹ مه | ۲۱:۰۰ | ایالات متحده آمریکا | ۰–۳    | برزیل     | ۲۲–۲۵ | ۲۳–۲۵ | ۱۹–۲۵ |       |       | ۶۴–۷۵   | Report |
| ۳۰ مه | ۱۰:۰۰ | استرالیا            | ۱–۳    | فرانسه    | ۲۶–۲۸ | ۲۵–۲۰ | ۱۴–۲۵ | ۲۳–۲۵ |       | ۸۸–۹۸   | Report |
| ۳۰ مه | ۱۲:۰۰ | هلند                | ۰–۳    | ایران     | ۱۸–۲۵ | ۲۳–۲۵ | ۲۸–۳۰ |       |       | ۶۹–۸۰   | Report |
| ۳۰ مه | ۱۳:۰۰ | آلمان               | ۳–۲    | بلغارستان | ۱۹–۲۵ | ۲۵–۲۱ | ۲۲–۲۵ | ۳۰–۲۸ | ۱۵–۱۱ | ۱۱۱–۱۱۰ | Report |
| ۳۰ مه | ۱۵:۰۰ | روسیه               | ۲–۳    | ژاپن      | ۲۶–۲۸ | ۲۸–۲۶ | ۲۵–۲۰ | ۲۱–۲۵ | ۱۴–۱۶ | ۱۱۴–۱۱۵ | Report |
| ۳۰ مه | ۱۶:۰۰ | ایالات متحده آمریکا | ۳–۱    | آرژانتین  | ۲۳–۲۵ | ۲۵–۲۱ | ۲۵–۱۵ | ۲۵–۱۹ |       | ۹۸–۸۰   | Report |
| ۳۰ مه | ۱۸:۰۰ | کانادا              | ۱–۳    | برزیل     | ۱۷–۲۵ | ۲۰–۲۵ | ۲۵–۲۲ | ۲۵–۲۷ |       | ۸۷–۹۹   | Report |
| ۳۰ مه | ۱۹:۳۰ | لهستان              | ۱ –۳   | اسلوونی   | ۲۲–۲۵ | ۲۵–۲۳ | ۱۹–۲۵ | ۲۳–۲۵ |       | ۸۹–۹۸   | Report |
| ۳۰ مه | ۲۱:۰۰ | صربستان             | ۳–۱    | ایتالیا   | ۲۵–۲۳ | ۲۲–۲۵ | ۲۵–۲۲ | ۲۵–۱۸ |       | ۹۷–۸۸   | Report |

### هفته ۲
| تاریخ  | ساعت  |                     | امتیاز |                     | ست ۱  | ست ۲  | ست ۳  | ست ۴  | ست ۵  | مجموع   | گزارش |
| ------ | ----- | ------------------- | ------ | ------------------- | ----- | ----- | ----- | ----- | ----- | ------- | ----- |
| ۳ ژوئن | ۱۰:۰۰ | آلمان               | ۲–۳    | آرژانتین            | ۱۹–۲۵ | ۲۵–۲۳ | ۲۵–۱۷ | ۲۳–۲۵ | ۱۳–۱۵ | ۱۰۵–۱۰۵ |       |
| ۳ ژوئن | ۱۲:۰۰ | ایران               | ۳–۱    | کانادا              | ۲۲–۲۵ | ۲۵–۲۲ | ۲۵–۲۲ | ۲۵–۲۲ |       | ۹۷–۹۱   |       |
| ۳ ژوئن | ۱۳:۰۰ | ژاپن                | ۱–۳    | صربستان             | ۲۵–۱۸ | ۲۳–۲۵ | ۲۲–۲۵ | ۱۳–۲۵ |       | ۸۳–۹۳   |       |
| ۳ ژوئن | ۱۵:۰۰ | برزیل               | ۰–۳    | فرانسه              | ۳۷–۳۹ | ۱۸–۲۵ | ۲۸–۳۰ |       |       | ۸۳–۹۴   |       |
| ۳ ژوئن | ۱۶:۰۰ | هلند                | ۰–۳    | اسلوونی             | ۱۸–۲۵ | ۱۵–۲۵ | ۱۸–۲۵ |       |       | ۵۱–۷۵   |       |
| ۳ ژوئن | ۱۸:۰۰ | استرالیا            | ۰–۳    | لهستان              | ۱۶–۲۵ | ۱۰–۲۵ | ۱۲–۲۵ |       |       | ۳۸–۷۵   |       |
| ۳ ژوئن | ۱۹:۳۰ | ایتالیا             | ۳–۲    | بلغارستان           | ۲۵–۱۹ | ۲۰–۲۵ | ۲۵–۱۳ | ۲۳–۲۵ | ۱۵–۱۲ | ۱۰۸–۹۴  |       |
| ۳ ژوئن | ۲۱:۰۰ | روسیه               | ۳–۱    | ایالات متحده آمریکا | ۲۵–۲۲ | ۲۵–۱۹ | ۱۷–۲۵ | ۲۵–۱۹ |       | ۹۲–۸۵   |       |
| ۴ ژوئن | ۱۰:۰۰ | آرژانتین            | ۰–۳    | اسلوونی             | ۱۹–۲۵ | ۲۲–۲۵ | ۱۸–۲۵ |       |       | ۵۹–۷۵   |       |
| ۴ ژوئن | ۱۲:۰۰ | هلند                | ۳–۲    | آلمان               | ۲۵–۱۸ | ۲۳–۲۵ | ۲۵–۲۰ | ۲۳–۲۵ | ۱۵–۱۳ | ۱۱۱–۱۰۱ |       |
| ۴ ژوئن | ۱۳:۰۰ | برزیل               | ۳–۰    | ژاپن                | ۲۵–۲۰ | ۲۵–۱۶ | ۲۵–۲۰ |       |       | ۷۵–۵۶   |       |
| ۴ ژوئن | ۱۵:۰۰ | صربستان             | ۳–۲    | فرانسه              | ۲۲–۲۵ | ۲۴–۲۶ | ۲۵–۲۲ | ۲۵–۲۳ | ۱۵–۹  | ۱۱۱–۱۰۵ |       |
| ۴ ژوئن | ۱۶:۰۰ | روسیه               | ۳–۰    | استرالیا            | ۲۵–۱۹ | ۲۶–۲۴ | ۲۵–۲۱ |       |       | ۷۶–۶۴   |       |
| ۴ ژوئن | ۱۸:۰۰ | لهستان              | ۳–۰    | ایالات متحده آمریکا | ۲۵–۱۷ | ۲۸–۲۶ | ۲۵–۱۷ |       |       | ۷۸–۶۰   |       |
| ۴ ژوئن | ۱۹:۳۰ | ایران               | ۳–۱    | ایتالیا             | ۲۶–۲۴ | ۲۹–۲۷ | ۲۱–۲۵ | ۲۵–۲۲ |       | ۱۰۱–۹۸  |       |
| ۴ ژوئن | ۲۱:۰۰ | کانادا              | ۳–۰    | بلغارستان           | ۲۸–۲۶ | ۲۵–۲۳ | ۲۵–۱۶ |       |       | ۷۸–۶۵   |       |
| ۵ ژوئن | ۱۰:۰۰ | هلند                | ۰–۳    | آرژانتین            | ۱۹–۲۵ | ۲۰–۲۵ | ۲۳–۲۵ |       |       | ۶۲–۷۵   |       |
| ۵ ژوئن | ۱۲:۰۰ | اسلوونی             | ۱–۳    | آلمان               | ۲۵–۱۹ | ۲۰–۲۵ | ۲۱–۲۵ | ۲۰–۲۵ |       | ۸۶–۹۴   |       |
| ۵ ژوئن | ۱۳:۰۰ | فرانسه              | ۳–۲    | ژاپن                | ۲۱–۲۵ | ۲۵–۲۲ | ۲۴–۲۶ | ۲۵–۲۱ | ۱۵–۱۱ | ۱۱۰–۱۰۵ |       |
| ۵ ژوئن | ۱۵:۰۰ | برزیل               | ۳–۱    | صربستان             | ۲۳–۲۵ | ۲۵–۲۳ | ۲۵–۱۵ | ۲۵–۲۲ |       | ۹۸–۸۵   |       |
| ۵ ژوئن | ۱۶:۰۰ | روسیه               | ۱–۳    | لهستان              | ۲۵–۲۱ | ۱۹–۲۵ | ۱۹–۲۵ | ۱۴–۲۵ |       | ۷۷–۹۶   |       |
| ۵ ژوئن | ۱۸:۰۰ | ایالات متحده آمریکا | ۳–۰    | استرالیا            | ۲۵–۲۳ | ۲۵–۲۰ | ۲۵–۱۷ |       |       | ۷۵–۶۰   |       |
| ۵ ژوئن | ۱۹:۳۰ | بلغارستان           | ۰–۳    | ایران               | ۲۰–۲۵ | ۳۱–۳۳ | ۲۲–۲۵ |       |       | ۷۳–۸۳   |       |
| ۵ ژوئن | ۲۱:۰۰ | کانادا              | ۲–۳    | ایتالیا             | ۱۹–۲۵ | ۲۱–۲۵ | ۲۵–۲۱ | ۲۸–۲۶ | ۱۱–۱۵ | ۱۰۴–۱۱۲ |       |

### هفته ۳
| تاریخ   | ساعت  |                     | امتیاز |                     | ست ۱  | ست ۲  | ست ۳  | ست ۴  | ست ۵  | مجموع   | گزارش  |
| ------- | ----- | ------------------- | ------ | ------------------- | ----- | ----- | ----- | ----- | ----- | ------- | ------ |
| ۹ ژوئن  | ۱۰:۰۰ | صربستان             | ۳–۱    | آلمان               | ۱۹–۲۵ | ۲۵–۲۲ | ۲۵–۱۸ | ۲۵–۱۵ |       | ۹۴–۸۰   | Report |
| ۹ ژوئن  | ۱۲:۰۰ | ژاپن                | ۳–۱    | استرالیا            | ۲۵–۱۸ | ۲۱–۲۵ | ۲۸–۲۶ | ۲۶–۲۴ |       | ۱۰۰–۹۳  | Report |
| ۹ ژوئن  | ۱۳:۰۰ | فرانسه              | ۳–۱    | روسیه               | ۲۲–۲۵ | ۲۵–۱۸ | ۳۰–۲۸ | ۲۵–۱۹ |       | ۱۰۲–۹۰  | Report |
| ۹ ژوئن  | ۱۵:۰۰ | اسلوونی             | ۳–۰    | کانادا              | ۲۵–۲۲ | ۲۵–۱۹ | ۲۵–۲۲ |       |       | ۷۵–۶۳   | Report |
| ۹ ژوئن  | ۱۶:۳۰ | آرژانتین            | ۰–۳    | ایتالیا             | ۲۸–۳۰ | ۲۱–۲۵ | ۲۰–۲۵ |       |       | ۶۹–۸۰   | Report |
| ۹ ژوئن  | ۱۸:۰۰ | ایران               | ۳–۰    | ایالات متحده آمریکا | ۲۵–۱۹ | ۲۵–۲۳ | ۲۵–۲۳ |       |       | ۷۵–۶۵   | Report |
| ۹ ژوئن  | ۱۹:۳۰ | لهستان              | ۳–۰    | بلغارستان           | ۲۵–۱۹ | ۲۵–۱۵ | ۲۵–۱۲ |       |       | ۷۵–۴۶   | Report |
| ۹ ژوئن  | ۲۱:۰۰ | هلند                | ۰–۳    | برزیل               | ۱۹–۲۵ | ۲۲–۲۵ | ۲۵–۲۷ |       |       | ۶۶–۷۷   | Report |
| ۱۰ ژوئن | ۱۰:۰۰ | صربستان             | ۳–۲    | ایران               | ۲۱–۲۵ | ۲۵–۱۵ | ۲۶–۲۸ | ۲۵–۲۲ | ۱۵–۸  | ۱۱۲–۹۸  | Report |
| ۱۰ ژوئن | ۱۲:۰۰ | روسیه               | ۳–۱    | کانادا              | ۲۵–۱۸ | ۲۵–۱۸ | ۲۳–۲۵ | ۲۵–۲۳ |       | ۹۸–۸۴   | Report |
| ۱۰ ژوئن | ۱۳:۰۰ | فرانسه              | ۲–۳    | اسلوونی             | ۲۵–۱۷ | ۲۵–۱۹ | ۲۳–۲۵ | ۱۹–۲۵ | ۹–۱۵  | ۱۰۱–۱۰۱ | Report |
| ۱۰ ژوئن | ۱۵:۰۰ | آرژانتین            | ۳–۰    | استرالیا            | ۲۵–۱۸ | ۲۵–۱۹ | ۲۵–۲۰ |       |       | ۷۵–۵۷   | Report |
| ۱۰ ژوئن | ۱۶:۰۰ | آلمان               | ۰–۳    | ایالات متحده آمریکا | ۱۲–۲۵ | ۱۸–۲۵ | ۲۷–۲۹ |       |       | ۵۷–۷۹   | Report |
| ۱۰ ژوئن | ۱۸:۰۰ | بلغارستان           | ۰–۳    | برزیل               | ۱۶–۲۵ | ۲۲–۲۵ | ۱۲–۲۵ |       |       | ۵۰–۷۵   | Report |
| ۱۰ ژوئن | ۱۹:۳۰ | ژاپن                | ۳–۲    | ایتالیا             | ۲۱–۲۵ | ۲۵–۲۲ | ۲۲–۲۵ | ۲۵–۱۵ | ۱۵–۹  | ۱۰۸–۹۶  | Report |
| ۱۰ ژوئن | ۲۱:۰۰ | لهستان              | ۳–۰    | هلند                | ۲۵–۱۴ | ۲۵–۱۷ | ۲۵–۱۶ |       |       | ۷۵–۴۷   | Report |
| ۱۱ ژوئن | ۱۰:۰۰ | ایران               | ۲–۳    | آلمان               | ۲۵–۲۳ | ۲۰–۲۵ | ۱۹–۲۵ | ۲۵–۱۹ | ۱۳–۱۵ | ۱۰۲–۱۰۷ | Report |
| ۱۱ ژوئن | ۱۲:۰۰ | اسلوونی             | ۳–۲    | روسیه               | ۱۹–۲۵ | ۲۵–۲۳ | ۲۲–۲۵ | ۲۵–۲۰ | ۱۵–۸  | ۱۰۶–۱۰۱ | Report |
| ۱۱ ژوئن | ۱۳:۰۰ | ژاپن                | ۱–۳    | آرژانتین            | ۳۲–۳۰ | ۱۶–۲۵ | ۱۸–۲۵ | ۲۱–۲۵ |       | ۸۷–۱۰۵  | Report |
| ۱۱ ژوئن | ۱۵:۰۰ | هلند                | ۲–۳    | بلغارستان           | ۱۸–۲۵ | ۲۵–۱۸ | ۲۵–۱۷ | ۲۲–۲۵ | ۱۳–۱۵ | ۱۰۳–۱۰۰ | Report |
| ۱۱ ژوئن | ۱۶:۳۰ | استرالیا            | ۰–۳    | ایتالیا             | ۲۰–۲۵ | ۲۲–۲۵ | ۱۴–۲۵ |       |       | ۵۶–۷۵   | Report |
| ۱۱ ژوئن | ۱۸:۰۰ | ایالات متحده آمریکا | ۱–۳    | صربستان             | ۲۳–۲۵ | ۱۷–۲۵ | ۲۵–۱۹ | ۲۵–۲۷ |       | ۹۰–۹۶   | Report |
| ۱۱ ژوئن | ۱۹:۳۰ | کانادا              | ۱–۳    | فرانسه              | ۲۵–۲۰ | ۲۱–۲۵ | ۲۲–۲۵ | ۱۷–۲۵ |       | ۸۵–۹۵   | Report |
| ۱۱ ژوئن | ۲۱:۰۰ | لهستان              | ۰–۳    | برزیل               | ۱۷–۲۵ | ۲۶–۲۸ | ۱۹–۲۵ |       |       | ۶۲–۷۸   | Report |

### هفته ۴
| تاریخ   | ساعت  |                     | امتیاز |                     | ست ۱  | ست ۲  | ست ۳  | ست ۴  | ست ۵  | مجموع   | گزارش    |
| ------- | ----- | ------------------- | ------ | ------------------- | ----- | ----- | ----- | ----- | ----- | ------- | -------- |
| ۱۵ ژوئن | ۱۰:۰۰ | روسیه               | ۳–۱    | صربستان             | ۲۵–۲۳ | ۲۵–۲۲ | ۲۲–۲۵ | ۲۵–۲۱ |       | ۹۷–۹۱   | P2Report |
| ۱۵ ژوئن | ۱۲:۰۰ | ایران               | ۲–۳    | استرالیا            | ۲۳–۲۵ | ۲۲–۲۵ | ۲۵–۲۳ | ۲۵–۱۸ | ۱۲–۱۵ | ۱۰۷–۱۰۶ | P2Report |
| ۱۵ ژوئن | ۱۳:۰۰ | آرژانتین            | ۳–۱    | بلغارستان           | ۲۵–۲۰ | ۱۶–۲۵ | ۲۵–۱۸ | ۲۵–۱۸ |       | ۹۱–۸۱   | P2Report |
| ۱۵ ژوئن | ۱۵:۰۰ | ژاپن                | ۳–۰    | آلمان               | ۲۵–۱۸ | ۲۵–۲۲ | ۲۵–۲۰ |       |       | ۷۵–۶۰   | P2Report |
| ۱۵ ژوئن | ۱۶:۳۰ | ایتالیا             | ۰–۳    | ایالات متحده آمریکا | ۱۵–۲۵ | ۱۸–۲۵ | ۲۱–۲۵ |       |       | ۵۴–۷۵   | P2Report |
| ۱۵ ژوئن | ۱۸:۰۰ | کانادا              | ۰–۳    | لهستان              | ۲۲–۲۵ | ۲۳–۲۵ | ۱۹–۲۵ |       |       | ۶۴–۷۵   | P2Report |
| ۱۵ ژوئن | ۱۹:۳۰ | برزیل               | ۳–۲    | اسلوونی             | ۱۵–۲۵ | ۲۵–۲۲ | ۱۹–۲۵ | ۲۵–۱۳ | ۱۵–۱۲ | ۹۹–۹۷   | P2Report |
| ۱۵ ژوئن | ۲۱:۰۰ | هلند                | ۳–۲    | فرانسه              | ۱۵–۲۵ | ۲۲–۲۵ | ۲۸–۲۶ | ۲۵–۲۳ | ۱۹–۱۷ | ۱۰۹–۱۱۶ | P2Report |
| ۱۶ ژوئن | ۱۰:۰۰ | آرژانتین            | ۱–۳    | روسیه               | ۱۹–۲۵ | ۲۳–۲۵ | ۲۵–۲۱ | ۱۹–۲۵ |       | ۸۶–۹۶   | P2Report |
| ۱۶ ژوئن | ۱۲:۰۰ | صربستان             | ۳–۰    | بلغارستان           | ۲۵–۲۰ | ۲۵–۱۷ | ۲۵–۱۷ |       |       | ۷۵–۵۴   | P2Report |
| ۱۶ ژوئن | ۱۳:۰۰ | اسلوونی             | ۳–۱    | استرالیا            | ۱۸–۲۵ | ۲۵–۱۸ | ۲۵–۱۸ | ۲۵–۱۷ |       | ۹۳–۷۸   | P2Report |
| ۱۶ ژوئن | ۱۵:۰۰ | ژاپن                | ۰–۳    | لهستان              | ۱۴–۲۵ | ۱۸–۲۵ | ۱۹–۲۵ |       |       | ۵۱–۷۵   | P2Report |
| ۱۶ ژوئن | ۱۶:۳۰ | هلند                | ۱–۳    | ایتالیا             | ۱۹–۲۵ | ۲۳–۲۵ | ۲۵–۲۳ | ۲۱–۲۵ |       | ۸۸–۹۸   | P2Report |
| ۱۶ ژوئن | ۱۸:۰۰ | کانادا              | ۳–۰    | آلمان               | ۲۵–۱۷ | ۲۶–۲۴ | ۲۵–۲۱ |       |       | ۷۶–۶۲   | P2Report |
| ۱۶ ژوئن | ۱۹:۳۰ | ایالات متحده آمریکا | ۱–۳    | فرانسه              | ۲۳–۲۵ | ۲۵–۲۲ | ۲۹–۳۱ | ۲۲–۲۵ |       | ۹۹–۱۰۳  | P2Report |
| ۱۶ ژوئن | ۲۱:۰۰ | ایران               | ۱–۳    | برزیل               | ۱۹–۲۵ | ۲۵–۲۳ | ۱۹–۲۵ | ۲۱–۲۵ |       | ۸۴–۹۸   | P2Report |
| ۱۷ ژوئن | ۱۰:۰۰ | آرژانتین            | ۳–۰    | صربستان             | ۲۷–۲۵ | ۲۵–۲۰ | ۲۶–۲۴ |       |       | ۷۸–۶۹   | P2Report |
| ۱۷ ژوئن | ۱۲:۰۰ | بلغارستان           | ۰–۳    | روسیه               | ۱۷–۲۵ | ۲۲–۲۵ | ۱۷–۲۵ |       |       | ۵۶–۷۵   | P2Report |
| ۱۷ ژوئن | ۱۳:۰۰ | ژاپن                | ۰–۳    | کانادا              | ۲۲–۲۵ | ۲۳–۲۵ | ۱۸–۲۵ |       |       | ۶۳–۷۵   | P2Report |
| ۱۷ ژوئن | ۱۵:۰۰ | استرالیا            | ۰–۳    | برزیل               | ۱۷–۲۵ | ۲۲–۲۵ | ۱۲–۲۵ |       |       | ۵۱–۷۵   | P2Report |
| ۱۷ ژوئن | ۱۶:۰۰ | ایران               | ۱–۳    | اسلوونی             | ۲۵–۱۴ | ۲۰–۲۵ | ۱۹–۲۵ | ۳۰–۳۲ |       | ۹۴–۹۶   | P2Report |
| ۱۷ ژوئن | ۱۸:۰۰ | هلند                | ۲–۳    | ایالات متحده آمریکا | ۲۵–۲۱ | ۱۷–۲۵ | ۲۵–۲۳ | ۱۵–۲۵ | ۱۳–۱۵ | ۹۵–۱۰۹  | P2Report |
| ۱۷ ژوئن | ۱۹:۳۰ | فرانسه              | ۲–۳    | ایتالیا             | ۱۹–۲۵ | ۲۵–۲۲ | ۲۰–۲۵ | ۲۵–۲۱ | ۱۲–۱۵ | ۱۰۱–۱۰۸ | P2Report |
| ۱۷ ژوئن | ۲۱:۰۰ | آلمان               | ۰–۳    | لهستان              | ۲۲–۲۵ | ۱۹–۲۵ | ۲۰–۲۵ |       |       | ۶۱–۷۵   | P2Report |

### هفته ۵
| تاریخ   | ساعت  |                     | امتیاز |                     | ست ۱  | ست ۲  | ست ۳  | ست ۴  | ست ۵  | مجموع   | گزارش      |
| ------- | ----- | ------------------- | ------ | ------------------- | ----- | ----- | ----- | ----- | ----- | ------- | ---------- |
| ۲۱ ژوئن | ۱۰:۰۰ | استرالیا            | ۱–۳    | صربستان             | ۱۶–۲۵ | ۱۳–۲۵ | ۲۵–۱۹ | ۱۵–۲۵ |       | ۶۹–۹۴   | P2Report   |
| ۲۱ ژوئن | ۱۲:۰۰ | ژاپن                | ۳–۰    | بلغارستان           | ۲۵–۲۳ | ۲۵–۱۸ | ۲۵–۱۴ |       |       | ۷۵–۵۵   | P2Report   |
| ۲۱ ژوئن | ۱۳:۰۰ | فرانسه              | ۳–۰    | ایران               | ۲۵–۲۱ | ۲۵–۲۱ | ۲۵–۱۹ |       |       | ۷۵–۶۱   | P2Report   |
| ۲۱ ژوئن | ۱۵:۰۰ | کانادا              | ۳–۰    | هلند                | ۲۵–۱۶ | ۲۵–۱۶ | ۲۵–۱۹ |       |       | ۷۵–۵۱   | P2Report   |
| ۲۱ ژوئن | ۱۶:۳۰ | برزیل               | ۳–۱    | ایتالیا             | ۲۵–۱۹ | ۳۲–۳۰ | ۲۲–۲۵ | ۲۵–۲۰ |       | ۱۰۴–۹۴  | P2Report   |
| ۲۱ ژوئن | ۱۸:۰۰ | اسلوونی             | ۳–۲    | ایالات متحده آمریکا | ۲۸–۳۰ | ۲۵–۱۹ | ۲۱–۲۵ | ۲۸–۲۶ | ۱۵–۱۳ | ۱۱۷–۱۱۳ | P2Report   |
| ۲۱ ژوئن | ۱۹:۳۰ | لهستان              | ۳–۰    | آرژانتین            | ۲۵–۲۱ | ۲۵–۲۲ | ۲۵–۱۸ |       |       | ۷۵–۶۱   | P2Report   |
| ۲۱ ژوئن | ۲۱:۰۰ | آلمان               | ۱–۳    | روسیه               | ۱۸–۲۵ | ۱۸–۲۵ | ۲۵–۲۳ | ۱۵–۲۵ |       | ۷۶–۹۸   | P2Report   |
| ۲۲ ژوئن | ۱۰:۰۰ | کانادا              | ۳–۰    | استرالیا            | ۲۵–۱۷ | ۲۵–۸  | ۲۵–۲۰ |       |       | ۷۵–۴۵   | P2Report   |
| ۲۲ ژوئن | ۱۲:۰۰ | صربستان             | ۳–۲    | هلند                | ۲۵–۲۱ | ۲۱–۲۵ | ۲۵–۱۸ | ۲۱–۲۵ | ۱۷–۱۵ | ۱۰۹–۱۰۴ | P2Report   |
| ۲۲ ژوئن | ۱۳:۰۰ | بلغارستان           | ۰–۳    | ایالات متحده آمریکا | ۱۹–۲۵ | ۲۴–۲۶ | ۹–۲۵  |       |       | ۵۲–۷۶   | P2Report   |
| ۲۲ ژوئن | ۱۵:۰۰ | ایران               | ۰–۳    | لهستان              | ۲۰–۲۵ | ۲۰–۲۵ | ۱۶–۲۵ |       |       | ۵۶–۷۵   | P2Report   |
| ۲۲ ژوئن | ۱۶:۰۰ | ژاپن                | ۰–۳    | اسلوونی             | ۱۶–۲۵ | ۱۶–۲۵ | ۲۶–۲۸ |       |       | ۵۸–۷۸   | P2Report   |
| ۲۲ ژوئن | ۱۸:۰۰ | فرانسه              | ۳–۰    | آرژانتین            | ۲۶–۲۴ | ۲۵–۲۱ | ۲۵–۲۲ |       |       | ۷۶–۶۷   | P2Report   |
| ۲۲ ژوئن | ۱۹:۳۰ | برزیل               | ۳–۰    | آلمان               | ۲۵–۲۱ | ۲۵–۲۱ | ۲۵–۲۳ |       |       | ۷۵–۶۵   | P2Report   |
| ۲۲ ژوئن | ۲۱:۰۰ | روسیه               | ۳–۲    | ایتالیا             | ۲۵–۲۱ | ۱۶–۲۵ | ۲۵–۱۷ | ۱۹–۲۵ | ۱۵–۱۲ | ۱۰۰–۱۰۰ | P2Report   |
| ۲۳ ژوئن | ۱۰:۰۰ | استرالیا            | ۰–۳    | هلند                | ۲۳–۲۵ | ۱۹–۲۵ | ۱۹–۲۵ |       |       | ۶۱–۷۵   | [P2]Report |
| ۲۳ ژوئن | ۱۲:۰۰ | کانادا              | ۳–۲    | صربستان             | ۱۷–۲۵ | ۲۱–۲۵ | ۲۵–۱۷ | ۲۵–۲۰ | ۱۷–۱۵ | ۱۰۵–۱۰۲ | [P2]Report |
| ۲۳ ژوئن | ۱۳:۰۰ | ایالات متحده آمریکا | ۳–۰    | ژاپن                | ۲۵–۲۱ | ۲۵–۲۳ | ۲۵–۲۰ |       |       | ۷۵–۶۴   | [P2]Report |
| ۲۳ ژوئن | ۱۵:۰۰ | فرانسه              | ۳–۲    | لهستان              | ۲۵–۲۲ | ۲۱–۲۵ | ۲۲–۲۵ | ۲۵–۲۰ | ۱۵–۱۱ | ۱۰۸–۱۰۳ | [P2]Report |
| ۲۳ ژوئن | ۱۶:۰۰ | ایران               | ۱–۳    | آرژانتین            | ۳۱–۳۳ | ۲۳–۲۵ | ۳۲–۳۰ | ۱۸–۲۵ |       | ۱۰۴–۱۱۳ | [P2]Report |
| ۲۳ ژوئن | ۱۸:۰۰ | اسلوونی             | ۳–۰    | بلغارستان           | ۲۵–۲۳ | ۲۵–۱۶ | ۲۵–۱۸ |       |       | ۷۵–۵۷   | [P2]Report |
| ۲۳ ژوئن | ۱۹:۳۰ | ایتالیا             | ۳–۲    | آلمان               | ۲۵–۱۲ | ۲۴–۲۶ | ۲۵–۲۲ | ۲۱–۲۵ | ۱۵–۱۳ | ۱۱۰–۹۸  | [P2]Report |
| ۲۳ ژوئن | ۲۱:۰۰ | برزیل               | ۰–۳    | روسیه               | ۲۱–۲۵ | ۲۶–۲۸ | ۲۰–۲۵ |       |       | ۶۷–۷۸   | [P2]Report |

## دور نهایی
- تمام زمان‌ها براساس ساعت تابستانی اروپای مرکزی (یوتی‌سی ۲:۰۰+) می‌باشد.

|  | نیمه‌نهایی‌ها | نیمه‌نهایی‌ها |                |   | نهایی | نهایی |
|  |             |             |                |   |       |       |
|  | ۲۶ ژوئن     |             |                |   |       |       |
|  |             |             |                |   |       |       |
|  | برزیل       | ۳           |                |   |       |       |
|  | برزیل       | ۳           | ۲۷ ژوئن        |   |       |       |
|  | فرانسه      | ۰           |                |   |       |       |
|  | فرانسه      | ۰           | برزیل          | ۳ |       |       |
|  | ۲۶ ژوئن     |             | برزیل          | ۳ |       |       |
|  |             | لهستان      | ۱              |   |       |       |
|  | لهستان      | لهستان      | ۱              | ٣ |       |       |
|  | لهستان      |             |                | ٣ |       |       |
|  | اسلوونی     | ۰           |                |   |       |       |
|  | اسلوونی     | ۰           | رقابت مقام سوم |   |       |       |
|  |             |             |                |   |       |       |
|  | ۲۷ ژوئن     |             |                |   |       |       |
|  |             |             |                |   |       |       |
|  | فرانسه      | ۳           |                |   |       |       |
|  | فرانسه      | ۳           |                |   |       |       |
|  | اسلوونی     | ۰           |                |   |       |       |

### نیمه‌نهایی‌ها
| تاریخ   | ساعت  |        | امتیاز |         | ست ۱  | ست ۲  | ست ۳  | ست ۴ | ست ۵ | مجموع | گزارش      |
| ------- | ----- | ------ | ------ | ------- | ----- | ----- | ----- | ---- | ---- | ----- | ---------- |
| ۲۶ ژوئن | ۱۱:۳۰ | برزیل  | ۳–۰    | فرانسه  | ۲۵–۲۰ | ۲۵–۱۸ | ۲۵–۱۹ |      |      | ۷۵–۵۷ | [P2]Report |
| ۲۶ ژوئن | ۱۵:۰۰ | لهستان | ۳–۰    | اسلوونی | ۲۵–۲۲ | ۲۵–۲۱ | ۲۵–۲۳ |      |      | ۷۵–۶۶ | [P2]Report |

### رقابت مقام سوم
| تاریخ   | ساعت  |        | امتیاز |         | ست ۱  | ست ۲  | ست ۳  | ست ۴ | ست ۵ | مجموع | گزارش      |
| ------- | ----- | ------ | ------ | ------- | ----- | ----- | ----- | ---- | ---- | ----- | ---------- |
| ۲۷ ژوئن | ۱۱:۳۰ | فرانسه | ۳–۰    | اسلوونی | ۲۵–۲۰ | ۲۵–۱۸ | ۲۵–۱۹ |      |      | ۷۵–۵۷ | [P2]Report |

### نهایی
| تاریخ   | ساعت  |       | امتیاز |        | ست ۱  | ست ۲  | ست ۳  | ست ۴  | ست ۵ | مجموع | گزارش       |
| ------- | ----- | ----- | ------ | ------ | ----- | ----- | ----- | ----- | ---- | ----- | ----------- |
| ۲۷ ژوئن | ۱۵:۰۰ | برزیل | ۳–۱    | لهستان | ۲۵–۲۲ | ۲۳–۲۵ | ۲۵–۱۶ | ۲۵–۱۴ |      | ۹۸–۷۷ | [P2] Report |

## رده‌بندی نهایی
| \| رتبه \| تیم \| \| ---- \| ------------------- \| \| 1 \| برزیل \| \| 2 \| لهستان \| \| 3 \| فرانسه \| \| ۴ \| اسلوونی \| \| ۵ \| روسیه \| \| ۶ \| صربستان \| \| ۷ \| ایالات متحده آمریکا \| \| ۸ \| کانادا \| \| ۹ \| آرژانتین \| \| ۱۰ \| ایتالیا \| \| ۱۱ \| ژاپن \| \| ۱۲ \| ایران \| \| ۱۳ \| آلمان \| \| ۱۴ \| هلند \| \| ۱۵ \| بلغارستان \| \| ۱۶ \| استرالیا \| |                     |
| رتبه | تیم                 |
| 1 | برزیل               |
| 2 | لهستان              |
| 3 | فرانسه              |
| ۴ | اسلوونی             |
| ۵ | روسیه               |
| ۶ | صربستان             |
| ۷ | ایالات متحده آمریکا |
| ۸ | کانادا              |
| ۹ | آرژانتین            |
| ۱۰ | ایتالیا             |
| ۱۱ | ژاپن                |
| ۱۲ | ایران               |
| ۱۳ | آلمان               |
| ۱۴ | هلند                |
| ۱۵ | بلغارستان           |
| ۱۶ | استرالیا            |

## جوایز
| - باارزش‌ترین بازیکن بارتوش کورک والاس دسوزا - بهترین پاسور فابین دژیزگا - بهترین اسپک زننده بیرونی میخال کوبیاک یواندی لئال - بهترین دفاع کننده میانی ماتئوش بینیک مائوریسیو سوزا | - بهترین اسپک زننده روبرو بارتوش کورک والاس دسوزا - بهترین لیبرو تالس هوس |

## صدرنشینان آماری

### دور مقدماتی
^ صدرنشینان آمارها در دور مقدماتی VNL.
| بهترین امتیاز آورنده‌ها | بهترین امتیاز آورنده‌ها | بهترین امتیاز آورنده‌ها | بهترین امتیاز آورنده‌ها | بهترین امتیاز آورنده‌ها | بهترین امتیاز آورنده‌ها | بهترین امتیاز آورنده‌ها |
|                        | بازیکن                 | آبشارها                | دفاع‌ها                 | سرویس‌ها                | مجموع                  |                        |
| ---------------------- | ---------------------- | ---------------------- | ---------------------- | ---------------------- | ---------------------- | ---------------------- |
| ۱                      | نیمیر عبدالعزیز        | ۲۱۸                    | ۱۰                     | ۳۶                     | ۲۶۴                    |                        |
| ۲                      | کلمن چبولی             | ۱۸۳                    | ۱۷                     | ۱۴                     | ۲۱۵                    |                        |
| ۳                      | ماکسیم میخائیلوف       | ۱۶۷                    | ۱۷                     | ۱۷                     | ۲۰۱                    |                        |
| ۴                      | مارکو ایوویچ           | ۱۵۸                    | ۱۲                     | ۲۰                     | ۱۹۰                    |                        |
| ۵                      | الساندرو میکیلتو       | ۱۵۲                    | ۱۹                     | ۱۰                     | ۱۸۱                    |                        |

| بهترین حمله کننده‌ها | بهترین حمله کننده‌ها | بهترین حمله کننده‌ها | بهترین حمله کننده‌ها | بهترین حمله کننده‌ها | بهترین حمله کننده‌ها | بهترین حمله کننده‌ها |
|                     | بازیکن              | آبشارها             | خطاها               | ضربه‌ها              | مجموع               |                     |
| ------------------- | ------------------- | ------------------- | ------------------- | ------------------- | ------------------- | ------------------- |
| ۱                   | نیمیر عبدالعزیز     | ۲۱۸                 | ۷۷                  | ۱۱۳                 | ۴۰۸                 |                     |
| ۲                   | کلمن چبولی          | ۱۸۳                 | ۴۲                  | ۱۴۷                 | ۳۷۲                 |                     |
| ۳                   | ماکسیم میخائیلوف    | ۱۶۷                 | ۴۵                  | ۱۱۱                 | ۳۲۳                 |                     |
| ۴                   | مارکو ایوویچ        | ۱۵۸                 | ۳۵                  | ۱۱۱                 | ۳۰۴                 |                     |
| ۵                   | صابر کاظمی          | ۱۵۲                 | ۴۷                  | ۱۴۱                 | ۳۴۰                 |                     |

| بهترین دفاع کننده‌ها | بهترین دفاع کننده‌ها | بهترین دفاع کننده‌ها | بهترین دفاع کننده‌ها | بهترین دفاع کننده‌ها | بهترین دفاع کننده‌ها | بهترین دفاع کننده‌ها |
|                     | بازیکن              | دفاع‌ها              | خطاها               | برگشت‌ها             | مجموع               |                     |
| ------------------- | ------------------- | ------------------- | ------------------- | ------------------- | ------------------- | ------------------- |
| ۱                   | مارکو پودراشچانین   | ۴۴                  | ۶۶                  | ۵۱                  | ۱۶۱                 |                     |
| ۲                   | پتار کرسمانوویچ     | ۳۲                  | ۶۳                  | ۵۲                  | ۱۴۷                 |                     |
| ۳                   | محمد موسوی          | ۳۰                  | ۵۰                  | ۲۸                  | ۱۰۸                 |                     |
| ۴                   | توبیاس کریک         | ۲۸                  | ۴۳                  | ۵۳                  | ۱۲۴                 |                     |
| ۵                   | آرتم ولویچ          | ۲۸                  | ۴۶                  | ۳۸                  | ۱۱۲                 |                     |

| بهترین سرویس زننده‌ها | بهترین سرویس زننده‌ها | بهترین سرویس زننده‌ها | بهترین سرویس زننده‌ها | بهترین سرویس زننده‌ها | بهترین سرویس زننده‌ها | بهترین سرویس زننده‌ها |
|                      | بازیکن               | امتیاز سرویس‌ها       | خطاها                | رد شده‌ها             | مجموع                |                      |
| -------------------- | -------------------- | -------------------- | -------------------- | -------------------- | -------------------- | -------------------- |
| ۱                    | نیمیر عبدالعزیز      | ۳۶                   | ۵۵                   | ۹۴                   | ۱۸۵                  |                      |
| ۲                    | ویلفردو لئون         | ۲۹                   | ۳۱                   | ۴۸                   | ۱۰۸                  |                      |
| ۳                    | مارکو ایوویچ         | ۲۰                   | ۳۵                   | ۱۶۸                  | ۲۲۳                  |                      |
| ۴                    | دراژن لوبوریچ        | ۱۹                   | ۴۴                   | ۶۲                   | ۱۲۵                  |                      |
| ۵                    | روبن شوت             | ۱۸                   | ۴۰                   | ۱۲۰                  | ۱۷۸                  |                      |

| بهترین تنظیم کننده‌ها | بهترین تنظیم کننده‌ها | بهترین تنظیم کننده‌ها | بهترین تنظیم کننده‌ها | بهترین تنظیم کننده‌ها | بهترین تنظیم کننده‌ها | بهترین تنظیم کننده‌ها |
|                      | بازیکن               | در حالت حرکت         | خطاها                | در حالت سکون         | مجموع                |                      |
| -------------------- | -------------------- | -------------------- | -------------------- | -------------------- | -------------------- | -------------------- |
| ۱                    | گریگور روپرت         | ۳۷۵                  | ۶                    | ۷۰۹                  | ۱۰۹۰                 |                      |
| ۲                    | نیکولا یوویچ         | ۳۱۵                  | ۵                    | ۶۶۳                  | ۹۸۳                  |                      |
| ۳                    | یان زیمرمن           | ۳۱۱                  | ۱۰                   | ۸۴۲                  | ۱۱۶۳                 |                      |
| ۴                    | لوسیانو دچکو         | ۲۸۶                  | ۵                    | ۵۶۴                  | ۸۵۵                  |                      |
| ۵                    | میکا کریستنسون       | ۲۷۱                  | ۲                    | ۴۸۸                  | ۷۶۱                  |                      |

| بهترین توپ گیرنده‌ها | بهترین توپ گیرنده‌ها | بهترین توپ گیرنده‌ها | بهترین توپ گیرنده‌ها | بهترین توپ گیرنده‌ها | بهترین توپ گیرنده‌ها | بهترین توپ گیرنده‌ها |
|                     | بازیکن              | توپ‌گیری‌ها           | خطاها               | دریافت‌های با ساعد   | مجموع               |                     |
| ------------------- | ------------------- | ------------------- | ------------------- | ------------------- | ------------------- | ------------------- |
| ۱                   | فابیو بالاسو        | ۱۶۱                 | ۴۸                  | ۲۵                  | ۲۳۴                 |                     |
| ۲                   | جولیان زنگر         | ۱۴۱                 | ۵۸                  | ۲۳                  | ۲۲۲                 |                     |
| ۳                   | یانی کوواچیچ        | ۱۳۲                 | ۵۶                  | ۵                   | ۱۹۳                 |                     |
| ۴                   | لوک پری             | ۱۲۹                 | ۳۹                  | ۱۴                  | ۱۸۲                 |                     |
| ۵                   | جنیا گربنیکوف       | ۱۲۵                 | ۴۴                  | ۱۶                  | ۱۸۵                 |                     |

| بهترین دریافت کننده‌ها | بهترین دریافت کننده‌ها | بهترین دریافت کننده‌ها | بهترین دریافت کننده‌ها | بهترین دریافت کننده‌ها | بهترین دریافت کننده‌ها | بهترین دریافت کننده‌ها |
|                       | بازیکن                | ممتازها               | خطاها                 | توپ‌رسانی‌ها            | مجموع                 |                       |
| --------------------- | --------------------- | --------------------- | --------------------- | --------------------- | --------------------- | --------------------- |
| ۱                     | مارکو ایوویچ          | ۱۲۳                   | ۲۳                    | ۱۶۱                   | ۳۰۷                   |                       |
| ۲                     | جولیان زنگر           | ۱۲۱                   | ۲۰                    | ۱۹۰                   | ۳۳۱                   |                       |
| ۳                     | روبن شوت              | ۱۱۳                   | ۱۹                    | ۱۵۰                   | ۲۸۲                   |                       |
| ۴                     | میلاد عبادی‌پور        | ۱۰۷                   | ۱۳                    | ۱۳۰                   | ۲۵۰                   |                       |
| ۵                     | کلمن چبولی            | ۱۰۶                   | ۱۹                    | ۱۹۶                   | ۳۲۱                   |                       |